# Nangarhar (tỉnh)
Nangarhar (tiếng Pashtun: ننګرهار Nangarhār) là một trong 34 tỉnh của Afghanistan. Tỉnh lỵ là thành phố Jalalabad. Tỉnh có dân số 1.334.000 người, chủ yếu là người Pashtun và một cộng đồng đáng kể người Ả Rập và người Pashai. Phía bắc giáp các tỉnh Kabul, Laghman và Konar, phía nam và phía đông giáp tỉnh Khyber Pakhtunkhwa của Pakistan, phía tây giáp tỉnh Logwar.
Tỉnh có diện tích km2.